# Géopolitique de la mer Noire

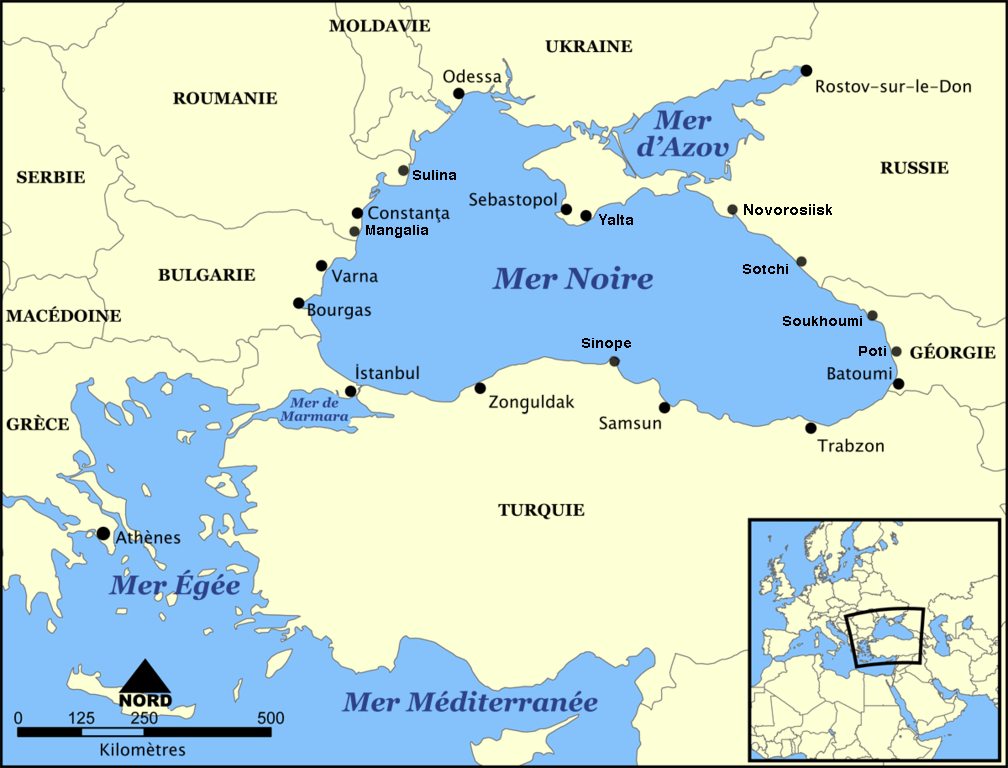
Carte de la mer Noire et de ses ports principaux.

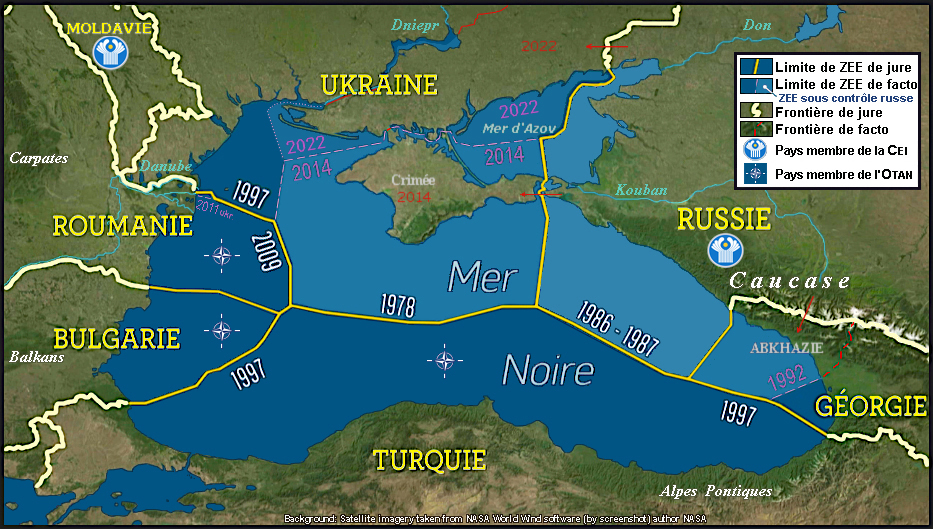
Carte du partage de la mer Noire entre les zones économiques exclusives des pays riverains (avec les dates des accords de jure, et les modifications de facto).

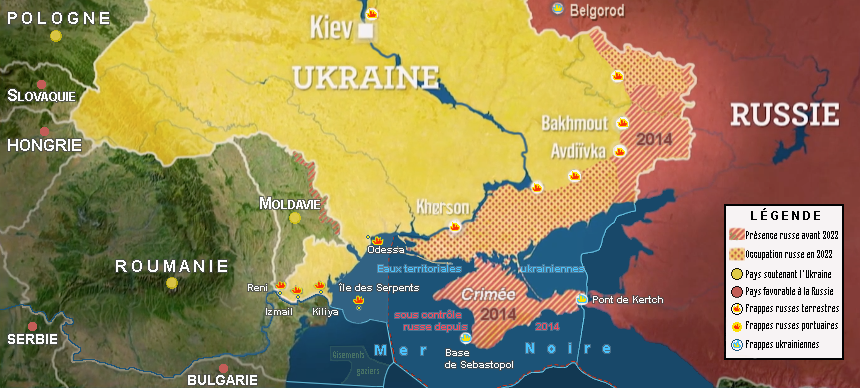
Rivages nord de la mer Noire en 2024 dans le contexte de la guerre russo-ukrainienne.

La géostratégie de la mer Noire est l'étude de la mer Noire en tant que territoire partagé ou disputé entre les États. La cause principale de ces tensions est la présence d’hydrocarbures. La majorité des ressources de pétrole et de gaz naturel se trouvent à l'ouest de la mer Noire, sur le plateau continental face aux bouches du Danube et dans la mer d'Azov, qui fait partie des eaux intérieures de la Russie et de l’Ukraine. Le partage de ces espaces met donc en tension les intérêts de chaque riverain.

## Enjeux anciens
C'est une zone historiquement frontalière de grands espaces géostratégiques : au nord, les nomades des steppes (Cimmériens, Scythes, Sarmates, Roxolans, Huns, Avars, Onogoures, Khazars, Bulgares, Magyars, Alains, Pétchénègues, Coumans, Mongols, Tatars etc.), et au sud, les royaumes et empires organisés (hittite, perse, hellénistique, romain, byzantin, ottoman etc. ). À l’ouest et à l’est, des « zones tampons » au contact de ces deux mondes (bouches du Danube, Scythie mineure, Caucase etc.) ont depuis toujours été à la fois disputées et en même temps des refuges pour les perdants et sont donc multiethniques. C’est aussi le cas de la Crimée.
Toutefois, le pourtour de la mer Noire connait de longues périodes d’unité culturelle, linguistique et commerciale, d’abord grecque (du VIe siècle av. J.-C. au XIIIe siècle), ensuite ottoman (du XIVe siècle au XVIIIe siècle), d’où de nombreux toponymes issus du grec et du turc. À partir de la fin du XVIIIe siècle la mer Noire devient le théâtre d’affrontements entre l’Empire russe et ses alliés orthodoxes et l’Empire ottoman musulman. Au XIXe siècle, l'Empire russe, se posant en protecteur des chrétiens orthodoxes de l'Empire ottoman, convoite les bouches du Danube et surtout les détroits du Bosphore et des Dardanelles.

## Enjeux modernes
Au XXe siècle, les deux empires s'effondrent et laissent place à l’URSS et à la République turque. Le « Rideau de fer » passe ensuite par la mer Noire, l’URSS regroupant ses alliés au sein du Pacte de Varsovie, et la Turquie devenant un bastion de l’OTAN. Cette fois, c'est la Turquie qui se pose en protectrice des musulmans de Russie méridionale (Abkhazes, Adjares, Adyguéens, Avars, Balcares, Caratchaïs, Circassiens, Ingouches, Meskhètes, Tatars, Tchétchènes…). Héritages de ce passé, quelques litiges territoriaux et maritimes subsistent entre les pays riverains : Bulgarie, Géorgie, Roumanie, Russie, Turquie et Ukraine.
Après la dislocation de l'URSS, les pays riverains ou proches de la mer Noire ont pu faire des choix et nouer de nouvelles alliances économiques, militaires et culturelles. Le tableau suivant montre les places actuelles de l'Ukraine, de la Crimée et d'autres pays riverains ou limitrophes dans les organisations liées à la Communauté des États indépendants de l’Europe de l'Est (CEI, EURASEC, OTSC); dans les organisations proches des pays de l'ouest (OTAN, CECA et GUAM) et dans l'Organisation internationale de la Francophonie, tous étant membres (parmi d'autres) de l'Organisation de coopération économique de la mer Noire (OCEMN) :
| Pays                                                                  | CEI (1991) Communauté des États indépendants - Adhésion - | Ratification CEI et Charte                                     | Statut actuel dans la CEI                                                                          | EURASEC (2000) Communauté économique eurasiatique | OTSC (1992) Traité de sécurité collective |  | OTAN (1949) Organisation du traité de l'Atlantique nord          | Communauté CECA (1994) Communauté éco. centre-asiatique | Alliance GUAM (1996) Organisation Démocratie et développement | OIF (1970) |
| --------------------------------------------------------------------- | --------------------------------------------------------- | -------------------------------------------------------------- | -------------------------------------------------------------------------------------------------- | ------------------------------------------------- | ----------------------------------------- |  | ---------------------------------------------------------------- | ------------------------------------------------------- | ------------------------------------------------------------- | ---------- |
| Ukraine (Nord) dont au Sud du pays, la Crimée russe de facto          | 8 décembre 1991                                           | 10 décembre 1991 Charte : Non ratifiée ?                       | Membre fondateur (1991-1993), puis État participant (depuis 1993) puis ancien membre (depuis 2014) | État observateur (depuis 2000)                    | Non encore ratifié                        |  | Renonce à adhérer le 3 juin 2010 Simple partenariat pour la paix | État observateur (depuis 2002)                          | Membre fondateur (depuis 1997)                                | OUI        |
| Russie (Nord-Est)                                                     | 8 décembre 1991                                           | 12 décembre 1991 Charte : 20 juillet 1993                      | Membre fondateur                                                                                   | Membre fondateur (depuis 2000)                    | MEMBRE 15 mai 1992                        |  | Simple partenariat pour la paix                                  | Membre (depuis 2004) Projet d'union douanière           | -                                                             | NON        |
| Géorgie (Est) dont au Nord-Ouest du pays, l'Abkhazie séparée de facto | 3 décembre 1993                                           | 3 décembre 1993 Charte : 19 avril 1994 puis annulation en 2008 | Membre à part entière (1993-2008), puis ancien membre (depuis 2008)                                | -                                                 | 9 décembre 1993, puis annulation en 1999  |  | CANDIDAT et Partenaire pour la paix                              | État observateur (depuis 2002)                          | Membre fondateur (depuis 1997)                                | OUI        |
| Moldavie (Nord-Ouest, accès par le Danube)                            | 21 décembre 1991                                          | 8 avril 1994 Charte : 27 juin 1994                             | Membre                                                                                             | État observateur (depuis 2002)                    | Non encore ratifié                        |  | Simple partenariat pour la paix                                  | -                                                       | Membre fondateur (depuis 1997)                                | OUI        |
| Roumanie (Ouest)                                                      | - NON -                                                   | - NON -                                                        | -                                                                                                  | -                                                 | -                                         |  | MEMBRE                                                           | -                                                       | -                                                             | OUI        |
| Bulgarie (Ouest)                                                      | - NON -                                                   | - NON -                                                        | -                                                                                                  | -                                                 | -                                         |  | MEMBRE                                                           | -                                                       | -                                                             | OUI        |
| Turquie (Sud)                                                         | - NON -                                                   | - NON -                                                        | -                                                                                                  | -                                                 | -                                         |  | MEMBRE                                                           | État observateur (depuis 2002)                          | -                                                             | NON        |

### Détroits

La mer de Marmara avec les Dardanelles au sud-ouest et le Bosphore au nord-est.

Le Bosphore et le détroit des Dardanelles ont été l’objet de nombreux conflits depuis l’Antiquité, leur contrôle ayant toujours été convoité puisqu'ils sont les passages maritimes, commerciaux et stratégiques, obligés entre la mer Noire et la mer Méditerranée.
En 1918, à la suite de la défaite de l’Empire ottoman, les détroits furent placés sous le contrôle d’une « Commission internationale des Détroits ». Après la victoire turque dans la guerre gréco-turque de 1919-1922, le traité de Lausanne (24 juillet 1923) mit en place la démilitarisation des détroits et la liberté de passage et de navigation. La Convention de Montreux en 1936 définit les bases du système actuel, rendant à la Turquie la pleine souveraineté sur les détroits et le droit d’y installer des forces militaires, mais laissant aux navires de commerce le droit de libre circulation, sauf en cas de conflits armés.
Outre des milliers de navires de tout type, les deux détroits voient tous les jours passer plusieurs centaines de navires pétroliers, tankers et supertankers, dans les deux sens, au point que le passage d’espèces animales (surtout de grande taille, comme les cétacés ou les thons) est devenu rarissime. Plusieurs accidents aux lourdes retombées, à cause d’erreurs de manœuvre, ont provoqué des marées noires et des incendies. La ville d’Istanbul (plus de 12 millions d’habitants) borde les deux rives du détroit du Bosphore, et il a fallu réglementer et contingenter la circulation maritime. Pour diminuer les traversées des détroits par bateau, en travers de la grande circulation maritime, des ponts suspendus spectaculaires ont été construits et des tunnels sont à l’étude.

### Bouches du Danube et île des Serpents
Les hydrocarbures de l’ouest ont envenimé un ancien litige entre la Roumanie et l’Ukraine en tant qu’état héritier de l’URSS. Le partage entre l’Ukraine et la Roumanie de la ZEE et l’exploitation des hydrocarbures présents dans le sous-sol marin a été porté devant la Cour internationale de justice de la Haye en 2004. L’Ukraine, alors gouvernée par des pro-russes, avance ses revendications plus près des côtes roumaines que des siennes de sorte qu’en 2009, la cour attribue 80 % de la zone litigieuse à la Roumanie (9 700 km2). Ce partage apparemment inégal s’explique d’une part par le désir de la cour de tenir compte du Traité de Paris de 1947 par rapport auquel la Roumanie avait été territorialement lésée au profit de l’URSS en 1948 et par le tracé des côtes des deux pays : « La Cour s’assure enfin que le résultat auquel elle est parvenue concernant la ligne de délimitation envisagée n’entraîne pas de disproportion marquée entre les longueurs respectives des côtes et les espaces répartis par ladite ligne ».

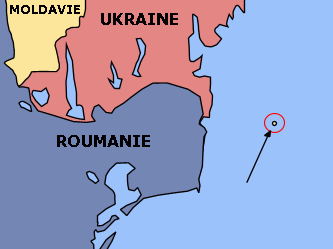
Emplacement de l’île des Serpents par rapport aux côtes ukrainiennes et roumaines.

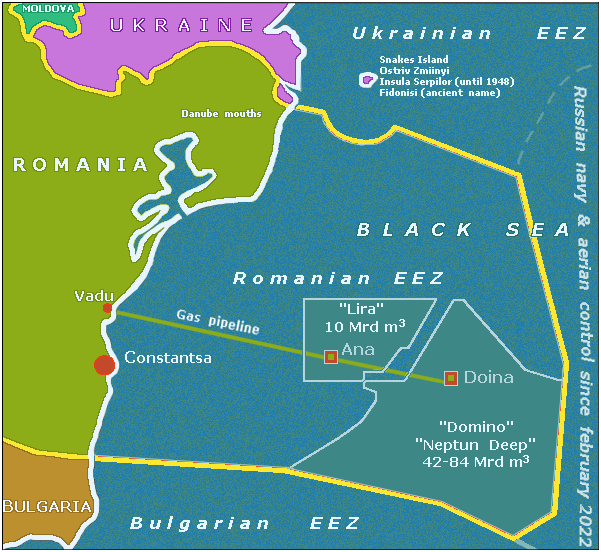
La Roumanie exploite des gisements de gaz naturel off-shore dans sa zone économique exclusive, dans une région impactée par la guerre de la Russie en Ukraine.

Située à environ 45 km du port roumain de Sulina et du littoral du Delta du Danube, l’île des Serpents (0,17 km2 : Zmiinyi en ukrainien), roumaine jusqu’en 1948 (et de jure jusqu’en 2009), soviétique de facto depuis 1948, est aujourd’hui proche de la ligne de partage de la ZEE commune des deux pays. En 1991, cette île est passée aux mains de l'Ukraine, qui évidemment ne souhaite pas la rendre à la Roumanie, notamment parce qu’elle y maintient une base d’hélicoptères.
Le problème a été réglé en 2009 lorsque la cour a prononcé sa décision. L'Ukraine a gardé l’île, et la Roumanie a obtenu une partie des eaux territoriales de l’île. Une bande d’eaux territoriales reste cependant en litige dans le Golfe de Musura et au large de celui-ci.
Deux gisements significatifs de gaz naturel ont été découverts dans la ZEE roumaine : Lira (Rosneft) et Domino (ExxonMobil),, exploités par les deux plate-formes Ana et Doïna, qui, depuis l’invasion russe de l'Ukraine et de l’île des Serpents en 2022, sont périodiquement menacées par des mines russes qu’apportent les courants marins. Lorsque la sécurité de la zone sera rétablie, ces deux gisements permettront une reprise de la production de gaz dans la région.

### Place de la Russie en mer Noire

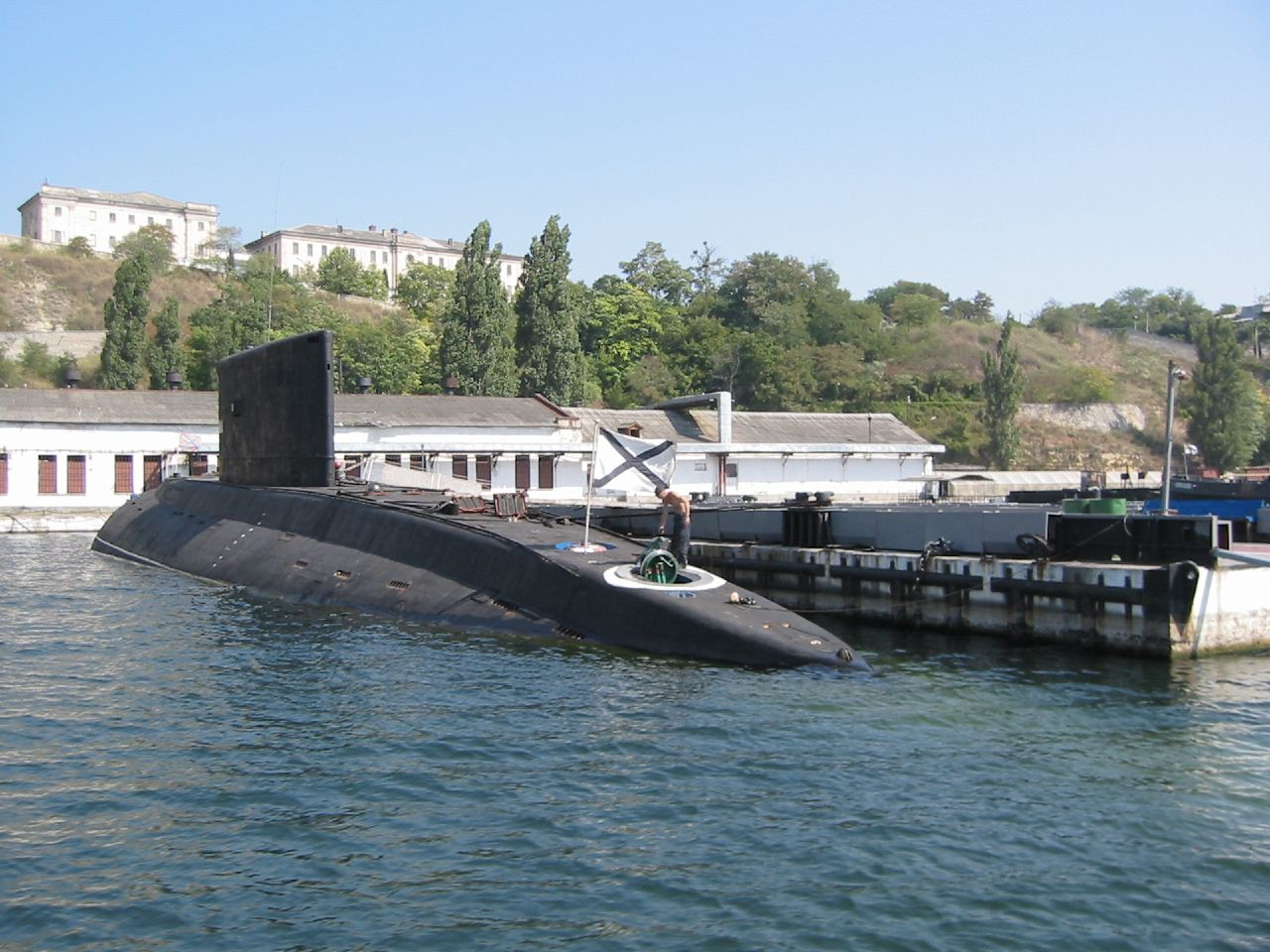
Un sous-marin russe à Sébastopol en 2005.

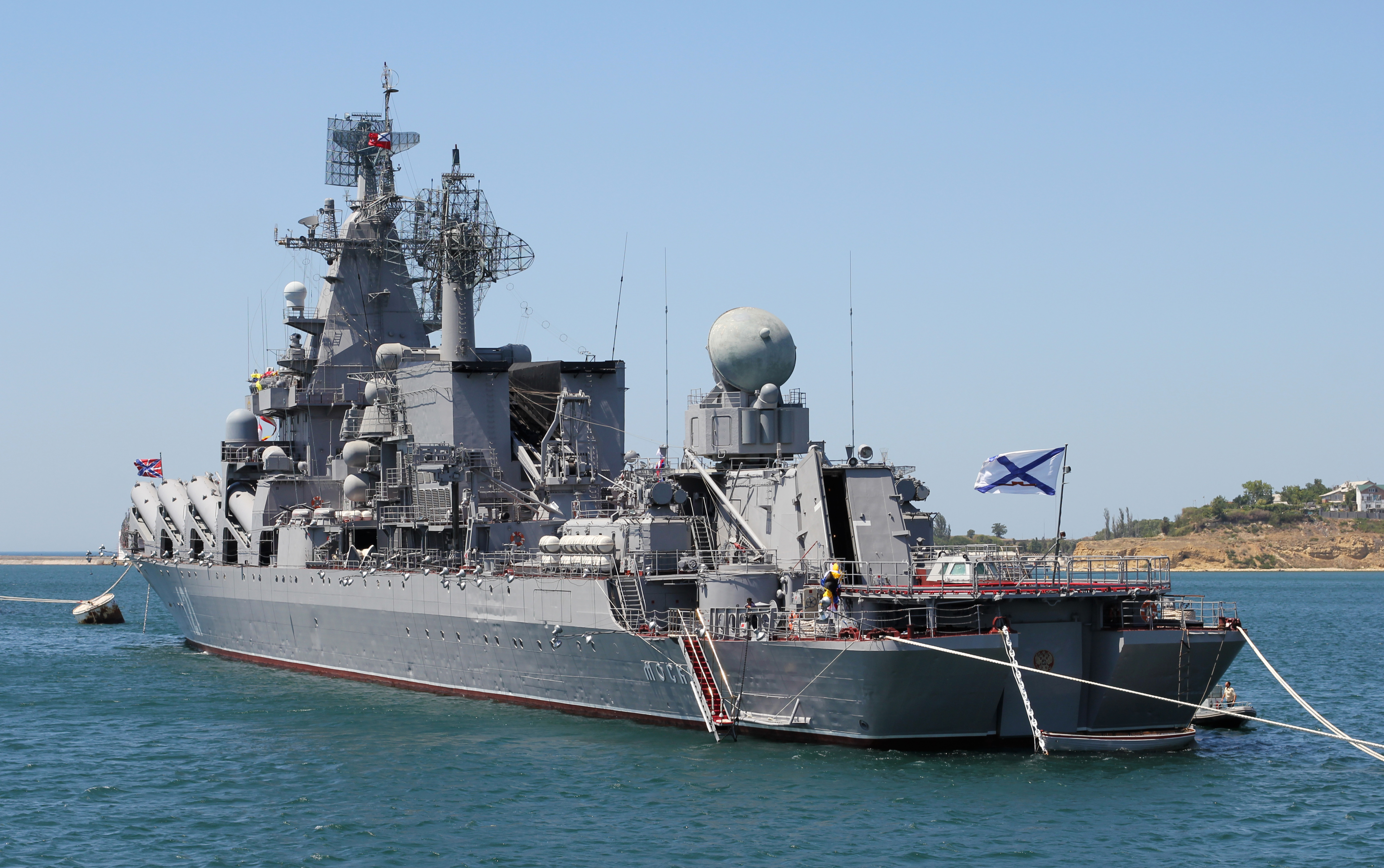
Le croiseur russe lance-missiles Moskva en 2012.

La Russie n’a jamais vraiment quitté la mer Noire et reste militairement présente en Transnistrie théoriquement moldave, dans les ports de Sébastopol (ukrainien jusqu’en 2014) et de Batoumi en Géorgie (dans ce dernier jusqu’en 2007), ainsi qu’en Abkhazie, théoriquement géorgienne. L'accord de paix moldo-russo-ukrainien de 1992 consécutif à la guerre du Dniestr, prévoyait le rapatriement des forces russes présentes le long du Dniestr, qui n'a jamais eu lieu. Selon Andreï Devyatkov, expert senior au Centre de Recherches post-soviétiques de l'Académie des sciences de la Fédération russe, il est important pour la Russie de maintenir une présence militaire sur le Dniestr pour intervenir rapidement en Moldavie si celle-ci risquait de basculer du côté occidental (UE et OTAN) et prendre à revers l'Ukraine en cas d'extension vers l'ouest de la guerre russo-ukrainienne.
Sébastopol, au sud de l’Ukraine, est le port le plus important, le mieux placé stratégiquement et un des plus anciens de la côte septentrionale de la mer Noire. Bien que théoriquement situé en Ukraine, il est resté depuis 1991 une base de la flotte russe. À la suite de la dislocation de l'URSS, l’Ukraine a concédé à la Crimée le statut de « république autonome » de langue russe et a laissé à la Russie l’accès au port militaire. La Russie avait considéré que le port de Sébastopol, base militaire créée par la Russie, n’a jamais vraiment appartenu à l’Ukraine. Le contrat signé en 1997 avait prévu un bail de vingt ans, pour 100 millions de dollars par an. En 2010, après d’âpres négociations, l’Ukraine, menacée de se voir priver du gaz russe, a accepté de prolonger le bail de la Russie sur une partie du port de Sébastopol jusqu’en 2042, mais ce bail est caduc depuis 2014.

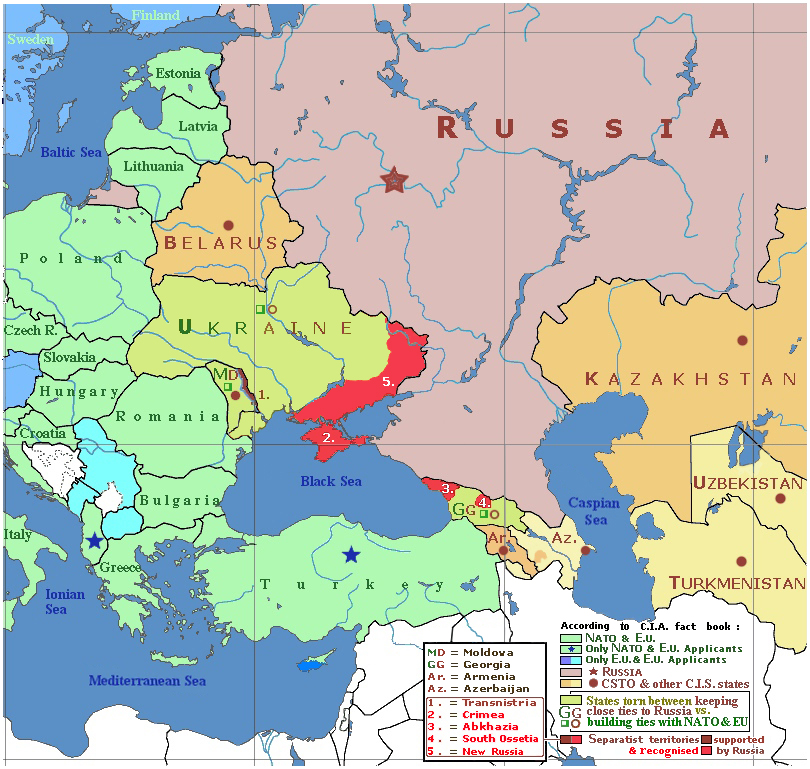
Situation de la mer Noire dans le jeu stratégique entre Russie et OTAN, entre la CEI et l'UE.

L’Abkhazie est une partie du territoire de jure de la Géorgie, au sein de laquelle elle formait une « république autonome ». Avant 1992, sa population était aux deux tiers géorgienne. Elle forme les deux tiers de l’accès à la mer de la Géorgie mais de facto est depuis 1992 en guerre contre la Géorgie, son indépendance autoproclamée ayant été reconnue par la Russie et quelques autres pays amis de celle-ci le 26 août 2008.
La population géorgienne en a été expulsée, et la densité y est désormais très faible. De nombreuses localités sont à l’abandon ainsi que les voies ferrées. Cela a permis à Moscou d’élargir son accès à la mer Noire, seule sa présence militaire maintenant la séparation entre l’Abkhazie et le reste de la Géorgie.
Depuis la crise financière mondiale débutant en 2007 et les multiples signaux de faiblesse de l’Union européenne et de l’OTAN, la Russie revient en force dans le bassin de la mer Noire : politiquement par moments à travers des succès électoraux éphémères en Bulgarie et en Moldavie le 13 novembre 2016 mais surtout militairement et de manière durable à travers l’annexion de la Crimée, la guerre du Donbass et celle de 2022 au détriment de l’Ukraine, coupable aux yeux du gouvernement russe de vouloir quitter sa zone d’influence.
Ce retour en force permet à la Russie d’une part d’élargir, au détriment de ses voisins ukrainien et géorgien, son contrôle de facto sur la mer Noire aux quatre cinquièmes de ses rives nord, et même sur l'île des Serpents, en face des bouches du Danube, durant le printemps 2022, contrôlant ainsi l’approvisionnement de l’Europe centrale et occidentale en hydrocarbures. Plusieurs gazoducs et oléoducs traversent les territoires qu’elle contrôle. Ce contrôle est l’enjeu d’une lutte d’influence régionale entre les États-Unis (par la Turquie interposée) et la Russie dans laquelle l’Union européenne a, jusqu’à la invasion russe de l'Ukraine de 2022, évité de s’impliquer. Pour résister à la pression russe et pour ne pas être entièrement occupée par l’armée russe (qui tient non seulement l’Abkhazie mais aussi l’Ossétie du sud et les cols du Caucase), la Géorgie a tenté de développer des rapports privilégiés avec la Turquie et les États-Unis à travers des accords avec ces pays. L’élection de Donald Trump, qui affirme son amitié pour la Russie, et l’aplanissement des divergences russo-turques en raison de l’hostilité apparue entre le gouvernement de Recep Tayyip Erdoğan et les islamistes syro-irakiens, favorisent un retour de l’influence russe en Géorgie (adoption d'une loi assimilant les ONG à des « agents étrangers ») et en Azerbaïdjan (retrait du soutien russe à l'Arménie et prise de contrôle azerbaïdjanais sur le Haut-Karabagh).

## Conséquences du trafic et de l’industrie
La pollution industrielle de la mer Noire, l’eutrophisation due aux abus d’engrais agricoles des limanss qui constituaient d’importantes frayères et le transport des hydrocarbures entraînent des modifications de l’écosystème marin de cet espace. On estime que chaque année, le Danube à lui seul y déverse environ 60 tonnes de mercure, 240 tonnes de cadmium et 4 000 tonnes de cuivre.
Sur les 26 espèces commerciales pêchées dans les années 1960, il n’en reste plus que cinq. Depuis 1999, même les anchois se raréfient : la pêche y est devenue impossible et des flottes entières rouillent dans les ports. Le caviar de la mer Noire, jadis très réputé, a disparu. La chaîne alimentaire s’est effondrée au profit d’espèces très résistantes (comme les méduses) ou invasives (comme le Mnemiopsis). La dégradation de l’écosystème local de la mer Noire constitue un modèle de ce qui peut se passer à plus grande échelle en Méditerranée et, à terme, dans l’Océan mondial.
Pour remédier à ces problèmes et faire face à l’avenir, l’Europe tente de créer une Eurorégion pour un développement durable avec les États membres. Elle propose aussi à ces États de soutenir les projets visant à développer le tourisme durable.
Depuis 1996, le 31 octobre est la Journée internationale pour la protection de la mer Noire.

## Sites Internet
- (en) www.blackseanews.net/en: pour des informations actualisées régulièrement